# Abas Business Suite
Die abas Business Suite, die seit 2014 unter dem Produktnamen abas ERP vermarktet wird, ist eine Software für Enterprise-Resource-Planning (ERP) mit integrierten E-Business-Anwendungen, die von Serien-, Einzel- und Auftragsfertigern sowie Handels- und Dienstleistungsunternehmen zur Steuerung und Planung der unternehmensinternen und -übergreifenden Prozesse eingesetzt wird. Das System wird hauptsächlich im Maschinen- und Anlagenbau, in der Automotive-Industrie und in Handels- und Dienstleistungsunternehmen eingesetzt. 
Das System ist weltweit im Einsatz, was durch den verwendeten Unicode-Zeichensatz ermöglicht wird. Nach Angaben des Herstellers kann es in 28 Sprachen bedient werden und ist zumeist auf Linux-Servern im Einsatz. Der Hersteller der Software ist die 1980 gegründete abas Software GmbH mit Sitz in Karlsruhe. Das Unternehmen befindet sich in privater Hand.

## Software-Architektur
Die Software hat eine schichtförmige Architektur. Das Fundament bildet eine objektorientierte Datenbank. Die Anwendungsebene basiert auf Datenbanken und enthält die Hauptfunktionalitäten. Mit dem Nutzer agiert die dritte und letzte Stufe, die Präsentationsschicht oder „flexible Oberfläche“ (FO). Das „Individual User Interface“, das „Standard Flexible User Interface“ und die „abas Tools“ werden der Präsentationsschicht zugeordnet.

## Betriebssystem-Basis
Als Server-Betriebssysteme ist aktuell (2017) Linux auf AMD64 oder Intel EM64T möglich. Bis zur Version 2009 war auch Windows unterstützt. An den Arbeitsplatzrechnern wird Windows oder bis Version 2016 auch Linux (Wine) verwendet.

## Datenbank
Die abas Business Suite verwendet eine eigene objektorientierte Datenbank (Logdatenbank). Aufgrund der Logstruktur lassen sich die üblichen Datenbankfeatures wie Online-Sicherung, Rollback, Kopieren im laufenden Betrieb sehr viel einfacher und mit höherer Ausfallsicherheit implementieren als in herkömmlichen Datenbanken.
Für den Datenbankzugriff sind folgende APIs möglich: ein Java-basiertes Framework AJO, eine einfache proprietäre 4G-Sprache FO, APIs in C, C++, C#, Visual Basic, VBA sowie die Standardschnittstellen ODBC und SQL.

## Individuelle Anpassungen
Auf Datenbankebene können der Standardsoftware eigene Felder und Tabellen hinzugefügt werden. Vorhandene oder eigene Masken können mit einem grafischen Maskeneditor angepasst und layoutet werden. Auf Eventebene kann die Geschäftslogik und Dialogführung durch eigene Eventhandler angepasst oder gestaltet werden, wobei diese wahlweise in FO oder Java implementiert werden können. Diese Anpassungen bleiben, wenn sauber programmiert wird, bei Updates erhalten. Seit 2008 wird auch Groovy unterstützt.
FO-Programme können z. B. mit dem Struktogramm-Editor EasyCODE geschrieben werden. Die javabasierte Implementierung wird durch eine in die Entwicklungsumgebung Eclipse integrierte AJO-Workbench unterstützt. 

## Weboberfläche
Mit dem zusätzlichen Produkt abas eBusiness können Anwendungen wie Mobile Sales, Mobile Service, Mobile Purchase sowie ein Webshop, Produktkatalog, Scanneranbindung, Außendienstanbindung und Browseroberfläche für abas ERP realisiert werden. Für den Datenaustausch mit anderen Business Suites stehen SOAP-Services zur Verfügung.

## Druck / Reporting
Ausgeliefert wird abas zusammen mit dem Open-Source-Produkt JasperReports. Damit sind der direkte Druck von Belegen und die Generierung von Reports in verschiedenen Dateiformaten möglich (bspw. PDF, Excel, XML). Eine offene Schnittstelle ermöglicht es, zusätzliche Reporting-Systeme von Drittanbietern zu integrieren.

## Dokumentation
Für Anwender, Administratoren und Entwickler steht eine Hilfe im HTML-Format zur Verfügung, zusätzlich sind die verschiedenen Java-Schnittstellen im allgemein üblichen Javadoc-Format dokumentiert.

## Mobile Anwendungen
Die im Standardlieferumfang der Unternehmenssoftware abas enthaltenen mobilen Anwendungen ermöglichen den plattform- und 
endgeräteunabhängigen Zugriff auf relevante Unternehmensdaten. Die Bedienung ist intuitiv, und das User Interface (UI) passt die Benutzeroberfläche und Inhalte automatisch in der Darstellung an die jeweilige Displaygröße an. Bei einem schmalen Display werden Artikelinformationen in untereinander angeordneten Blöcken dargestellt, bei großen Displays kann hingegen die gesamte Breite des Endgerätes zur Anzeige von mehr Informationen genutzt werden. Sind Daten zu umfangreich und können nicht in einer Ansicht angezeigt werden, wird automatisch eine Artikel-Volltextsuche ergänzt.
Mobile Sales
Diese Anwendung ist speziell auf die Bedürfnisse von Außendienstmitarbeitern im Verkauf zugeschnitten. Sie ermöglicht den Online-Zugriff auf CRM und verkaufsrelevante Daten. Die Nutzer können Karten-Apps verwenden, auf mobile E-Mail-Clients zugreifen und Angebote, Bestellungen, Rechnungen, Aufgaben und Notizen aus dem ERP-System einsehen, bearbeiten oder neue erstellen.
Mobile Service
Mobile Service unterstützt Servicemitarbeiter im Außendienst bei der Planung und Abwicklung von Serviceeinsätzen. Auf die Einsatzplanung für Servicetechniker kann man über eine Kalenderfunktion zugreifen. Kundendaten und Serviceproduktinformationen, darunter Stücklisten und Serviceverlauf, Serviceaufträge und Materialplanung, lassen sich komfortabel mit den mobilen Anwendungen verwalten. Darüber hinaus ist es möglich, mit Mobile Service auch von unterwegs Material zu verwalten und Serviceeinsätze rückzumelden.
Mobile Purchase
Mobile Purchase ermöglicht den Zugriff auf die Lieferantenakte. So erhält man einen Überblick über alle Interaktionen mit dem Lieferanten. Das komplette Beschaffungsmanagement wird dabei unterstützt.